# Ektohormon
Ektohormon [gr.] – wydzielina gruczołów żuwaczkowych matki pszczelej, zwabiająca trutnie oraz pełniąca funkcję skupiająco-informacyjną wobec robotnic, jednocześnie hamująca rozwój ich jajników.